# Lista instytutów badawczych i uczelni wyższych w Bangkoku
To jest lista kolegiów i uniwersytetów w Bangkoku w Tajlandii:

## Uczelnie publiczne
- Uniwersytet Navamindradhiraj
- Uniwersytet Chulalongkorna
- Uniwersytet Kasetsart

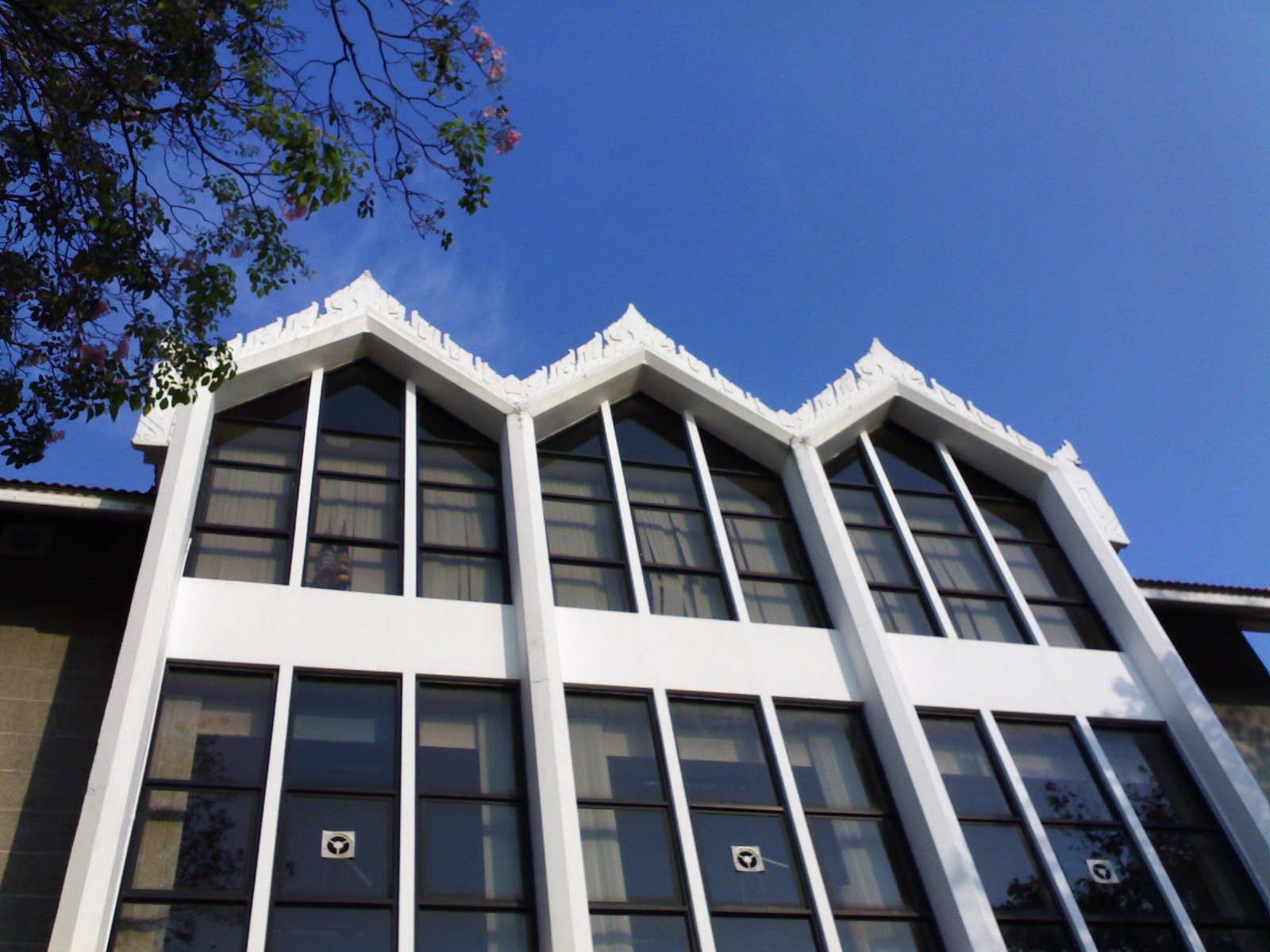
Główne audytorium Uniwersytetu Kasetsart

- King Mongkut's Institute of Technology Ladkrabang
- King Mongkut's Institute of Technology w Północnym Bangkoku
- King Mongkut's University of Technology Thonburi
- Uniwersytet Mahachulalongkornrajavidyalaya
- Uniwersytet Mahamakut Buddhist
- Uniwersytet Mahidol
- National Institute of Development Administration
- Uniwersytet Techniczny Rajamangala
- Uniwersytet Ramkhamhaeng
- Uniwersytet Silpakorn
- Uniwersytet Srinakharinwirot
- Uniwersytet Thammasat

## Uczelnie niepubliczne

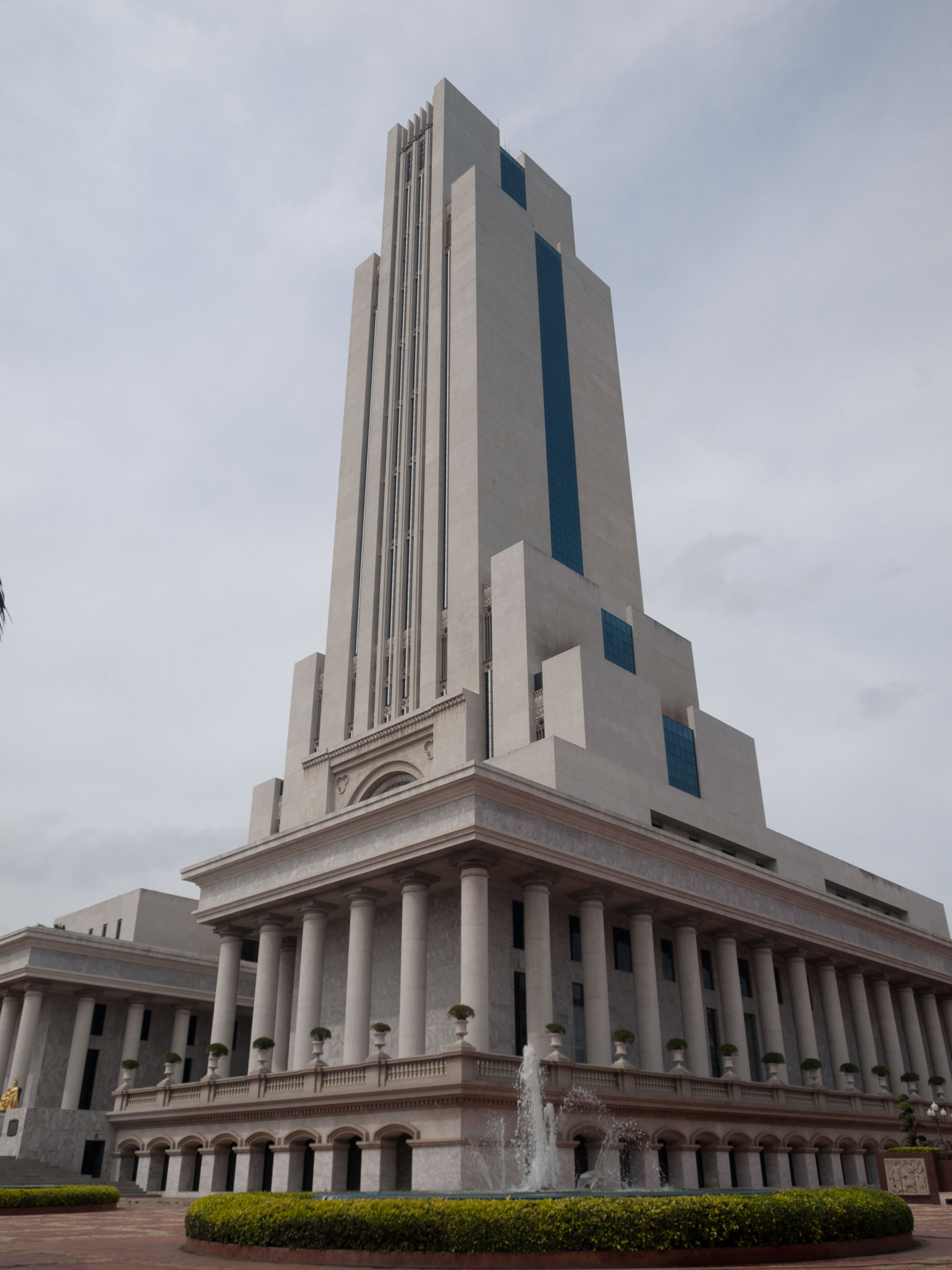
Budynek Uniwersytetu Assumption

- Uniwersytet Assumption w Tajlandii
- Uniwersytet w Bangkoku
- Uniwersytet Dhurakijpundit
- Kolegium Dusit Thani
- Uniwersytet Kasem Bundit
- Uniwersytet Techniczny Mahanakorn
- Uniwersytet Północnego Bangkoku
- Uniwersytet Rangsit
- Ratana Bundit University
- SAE Institute Bangkok
- Uniwersytet Świętego Jana
- Uniwersytet Siam
- Uniwersytet Sripathum
- Międzynarodowy Uniwersytet Stamford
- Kolegium Thongsook
- University of the Thai Chamber of Commerce
- Uniwersytet Webster